# 네르케 공작 유셴 왕자

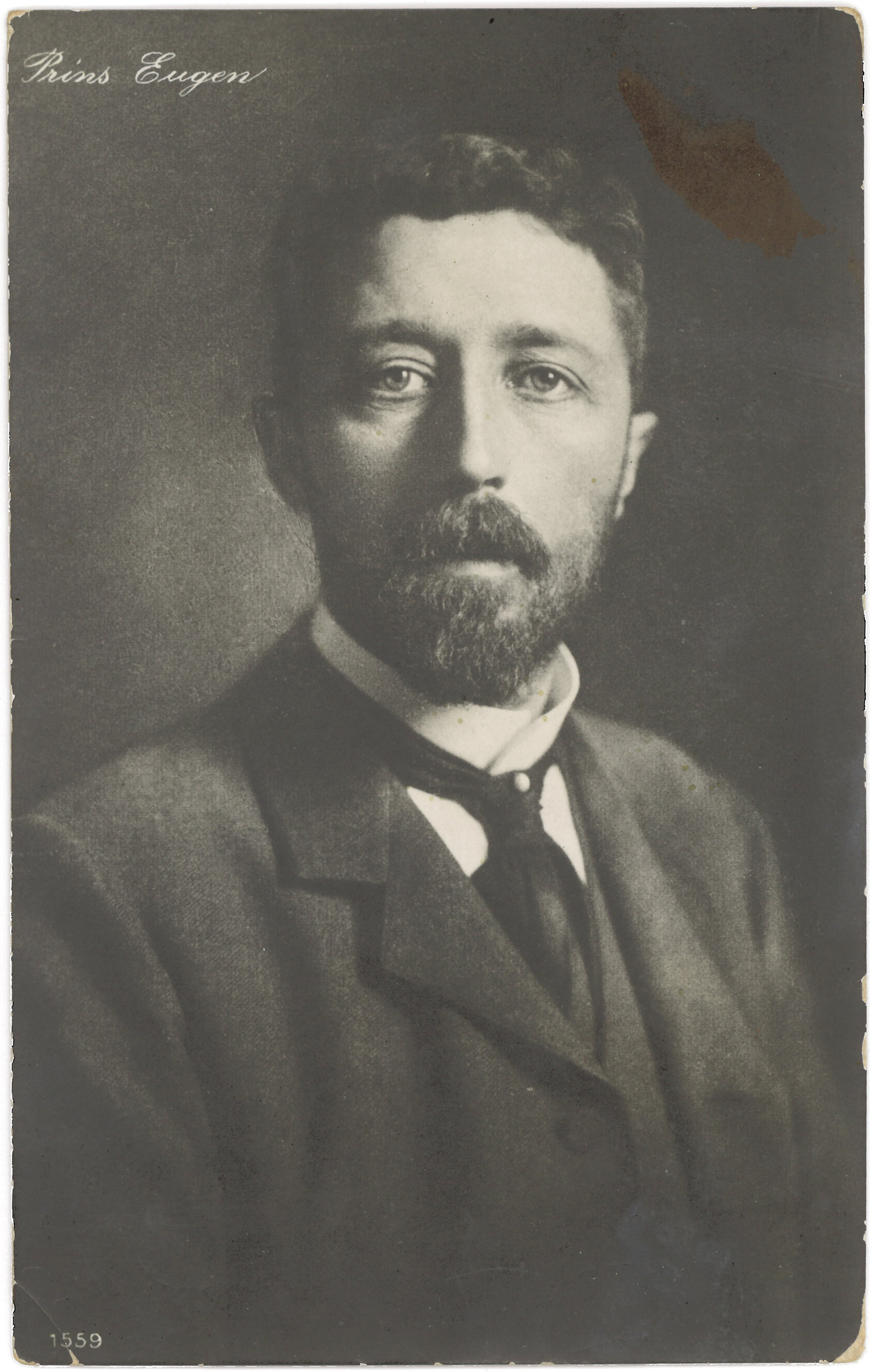
네르케 공작 유셴 왕자

네르케 공작 유셴 왕자(Prince Eugen, Duke of Närke, 1865년 8월 1일 ~ 1947년 8월 17일)는 스웨덴의 화가, 미술 수집가, 그리고 예술가들의 후원자였다.